# ヒゲコノハズク
ヒゲコノハズク（学名：Megascops trichopsis）はフクロウ科Megascops属の鳥類の1種。

## 分布
アリゾナ州からニカラグア北中部にかけて生息。

## 亜種
現在3亜種が確認されている。
- Megascops trichopsis trichopsis

基亜種。メキシコ中部に生息。
- Megascops trichopsis asprersus

アリゾナ州南東部からメキシコ北部にかけて生息。
- Megascops trichopsis mesamericanus

メキシコ南部からエルサルバドル、ニカラグア北中部にかけて生息。

## 形態
全長約17-19センチメートル、体重約70-121グラム。Megascops属のなかでは最も小さい。
羽色はおもに赤色型と灰色型の二種類が存在し、気候条件によってさらに微妙に変化する。羽毛には斑模様や縞模様が入り、背面には留め金状の斑点がある。羽角は直立させた時以外は小さく目立たない。
嘴の付け根にある糸状羽が比較的長く、これが英名のwhiskeredの由来となっている。

## 生態
標高750-2500メートルの間に生息。おもに1600メートル以上にいる。
おもに昆虫などの節足動物を食べる。夜行性で、止まり木から獲物を狙うことはほぼ無くおもに木々を飛び回りながら狩りを行う。
繁殖形態は卵生。一腹卵数はおよそ3-4個。